# Algis Rimas
Algis Rimas (ur. 26 listopada 1940 w Baukai koło Radziwiliszek, zm. 9 sierpnia 2010 w Wilnie) – litewski inżynier, samorządowiec i polityk, poseł na Sejm Republiki Litewskiej.

## Życiorys
W 1962 ukończył Litewską Akademię Rolniczą, po czym pracował jako inżynier-inspektor, główny inżynier oraz kierownik organizacji rolniczej. Od 1988 do 1989 pełnił funkcję prezesa zjednoczenia rolno-przemysłowego w rejonie mariampolskim. Był działaczem KPL (KPZR), a w latach 1989–1990 jej I sekretarzem w Mariampolu.
W 1990 został wybrany do rady rejonowej w Mariampolu. Objął funkcję jej przewodniczącego, pełniąc ją do 1995. Od 1995 do 1997 kierował administracją okręgową. Po zdymisjonowaniu objął stanowisko dyrektora oddziału mariampolskiego litewskiego banku oszczędnościowego.
W wyborach parlamentarnych z 2000 uzyskał mandat posła na Sejm z list Litewskiej Demokratycznej Partii Pracy, który utrzymał w kolejnym głosowaniu z 2004. W 2000 i 2002 był wybierany w skład rady rejonu mariampolskiego.
W wyborach do Sejmu w 2008 kandydował z ramienia Litewskiej Partii Socjaldemokratycznej w okręgu Mariampol, pokonując w II turze Arvydasa Vidžiūnasa ze Związku Ojczyzny. Zmarł w trakcie kadencji.
Był członkiem klubu Rotary w Mariampolu, honorowo zasiadał w zarządzie litewskiego towarzystwa trzeźwości „Baltų ainiai”.